# Championnats du monde juniors de ski alpin 1994
Navigation
Édition précédente Édition suivante
Les Championnats du monde juniors de ski alpin 1994 sont la treizième édition des Championnats du monde juniors de ski alpin. Ils se déroulent du 8 au 14 mars 1994 à Lake Placid, aux États-Unis. L'édition comporte dix épreuves : descente, super G, slalom géant, slalom et combiné dans les catégories féminine et masculine. Néanmoins les combinés ne sont pas des courses supplémentaires mais la combinaison des résultats des descentes, slaloms géants et slaloms. Les athlètes français remportent la moitié des titres et la France finit en tête au tableau des médailles devant le Canada et l'Allemagne. Côté performances individuelles, la Canadienne Mélanie Turgeon est la star de l'édition en remportant cinq médailles (une dans chaque discipline) dont deux titres. Le Français Frédéric Covili remporte lui trois médailles, pour deux titres également.

## Tableau des médailles
| Rang  | Nation     | Or | Argent | Bronze | Total |
| ----- | ---------- | -- | ------ | ------ | ----- |
| 1     | France     | 5  | 0      | 1      | 6     |
| 2     | Canada     | 3  | 1      | 2      | 6     |
| 3     | Allemagne  | 2  | 2      | 2      | 6     |
| 4     | Autriche   | 0  | 3      | 2      | 5     |
| 4     | Russie     | 0  | 2      | 0      | 2     |
| 6     | États-Unis | 0  | 1      | 1      | 2     |
| 7     | Suisse     | 0  | 1      | 0      | 1     |
| 8     | Italie     | 0  | 0      | 1      | 1     |
| 8     | Norvège    | 0  | 0      | 1      | 1     |
| Total | Total      | 10 | 10     | 10     | 30    |

## Podiums

### Hommes
| Épreuves                  | Or                         | Argent                            | Bronze                         |
| ------------------------- | -------------------------- | --------------------------------- | ------------------------------ |
| Descente 7 mars 1994      | Kevin Wert Canada          | Vasilij Bezsmel'nicyn (it) Russie | Jason Rosener (en) États-Unis  |
| Super G 11 mars 1994      | Benjamin Melquiond France  | Andrej Filickin (it) Russie       | Frédéric Covili France         |
| Slalom géant 14 mars 1994 | Stefan Stankalla Allemagne | Christian Pichler (de) Autriche   | Hans Petter Buraas Norvège     |
| Slalom 14 mars 1994       | Frédéric Covili France     | Chip Knight États-Unis            | Christian Hutter (it) Autriche |
| Combiné, 14 mars 1994     | Frédéric Covili France     | Andreas Ertl Allemagne            | Giorgio Rocca Italie           |

### Femmes
| Épreuves                  | Or                     | Argent                      | Bronze                         |
| ------------------------- | ---------------------- | --------------------------- | ------------------------------ |
| Descente 9 mars 1994      | Mélanie Suchet France  | Annemarie Gerg Allemagne    | Mélanie Turgeon Canada         |
| Super G 11 mars 1994      | Hilde Gerg Allemagne   | Mélanie Turgeon Canada      | Annemarie Gerg Allemagne       |
| Slalom géant 13 mars 1994 | Mélanie Turgeon Canada | Karin Roten Suisse          | Barbara Raggl (it) Autriche    |
| Slalom 14 mars 1994       | Laure Pequegnot Canada | Barbara Raggl (it) Autriche | Mélanie Turgeon Canada         |
| Combiné, 14 mars 1994     | Mélanie Turgeon Canada | Barbara Raggl (it) Autriche | Sibylle Brauner (de) Allemagne |